# 612 Veronika
612 Veronika eller 1906 VN är en asteroid i huvudbältet, som upptäcktes 8 oktober 1906 av den tyska astronomen August Kopff i Heidelberg. Ursprunget till namnet är okänt.
Asteroiden har en diameter på ungefär 38 kilometer.